# Joan Fontcuberta

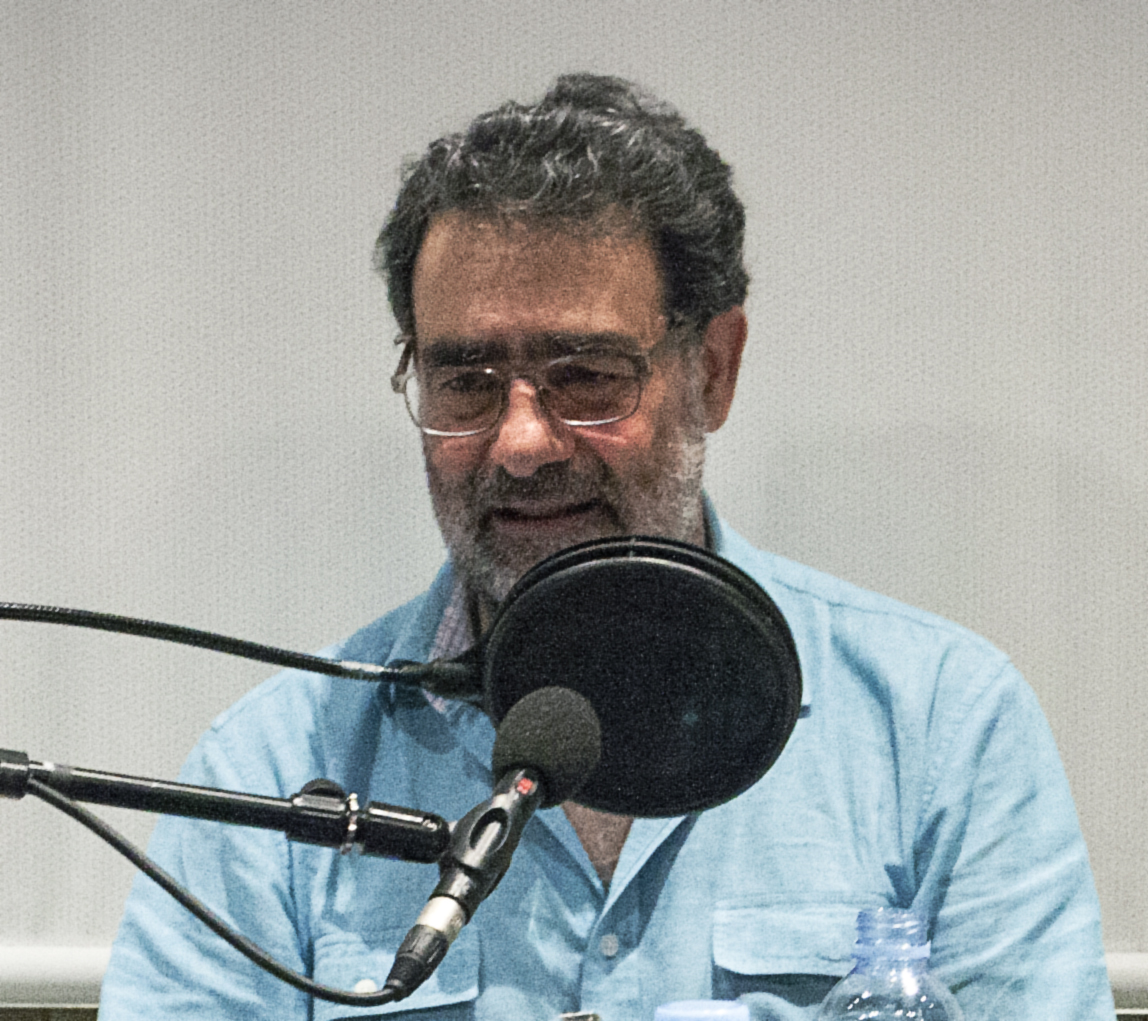
Joan Fontcuberta nel 2014 intervistato a Ràdio Web Macba di Barcellona

Joan Fontcuberta i Villà (Barcellona, 24 febbraio 1955) è un fotografo, docente, saggista, curatore e scrittore spagnolo.

## Biografia
Laureato in Scienza dell'informazione, Fontcuberta insegna "comunicazione audiovisiva" all'Università Pompeu Fabra di Barcellona ed è anche stato docente alla Università di Harvard a Cambridge negli Stati Uniti.

Si avvicina da autodidatta alla fotografia. Le prime opere, dal 1973 al 1976, sono ascrivibili al surrealismo, mentre la realtà quotidiana diventa il soggetto delle sue immagini dal 1977, cogliendone l'aspetto irreale. e occupandosi soprattutto di pubblicità.

Nel 1980 fonda la rivista Photovision e dal 1984 ha pubblicato diversi saggi sulla fotografia alcuni dei quali tradotti in varie lingue. Le sue opere sono state esposte in numerosi musei nel mondo  e formano parte di importanti collezioni pubbliche e private.
Nel 2017 ha affermato, nel corso di una conferenza tenutasi a Bologna, di aver inventato lui il personaggio di Vivian Maier insieme a John Maloof e che per quanto la donna delle foto sia realmente esistita e le foto siano autentiche, tutta la storia che ruota attorno a lei è stata inventata e che Martin Parr, per accreditarne la veridicità, secondo Fontcuberta, si sarebbe prestato. Da notare inoltre che il fotografo catalano non è nuovo a questo genere di "invenzioni" aveva in passato già provato e con successo con il fotografo Ximo Berenguer, mai esisistito e inventato di sana pianta. È inoltre un sostenitore dell'implementazione dell'IA (Intelligenza Artificiale) nei processi creativi ed è stato uno dei precursori del suo utilizzo in Spagna nel campo della fotografia. Già nel 2021 aveva annunciato che «l'arrivo di un'IA che avrebbe sconvolto il mezzo fotografico» e in una intervista del 22 ottobre 2023 Fontcuberta fece notare che «I cambiamenti stanno avvenendo a un ritmo vertiginoso. Non sono un nerd, ma ho amici e studenti che seguono gli sviluppi in tempo reale. Non c'è sosta e per fortuna mi tengono aggiornato. Nel campo dell'imaging, questi progressi sono molto evidenti con il programma Stable Diffusion, che è open source e gli utenti sono desiderosi di apportare e condividere miglioramenti. Non a caso, le recenti statistiche fornite dall'Everypixel Journal hanno rilevato che, ad agosto 2023, sono stati generati 12.590 miliardi di immagini con Stable Diffusion rispetto a "solo" 964 milioni con Midjourney.»  

## La fotografia pubblicitaria e le tecniche di persuasione. Dall'era franchista alle immagini "pericolose" del nostro tempo
In una articolata intervista allo scrittore e giornalista catalano Albert Forns, Fontcuberta confessa tutti i suoi dubbi e i pericoli legati alla postfotografia. Nell'intervista, ad avviso di Fontcuberta, un fotografo scrupoloso, nell'era dei social media, dovrebbe prestare la massima attenzione in ciò che definisce «sovrabbondanza iconica», usando strategie di   «ecologia visiva». Il fotografo catalano asserisce che il suo apprendistato, ovvero l'aver studiato pubblicità e allo stesso tempo lavorato per l'agenzia spagnola Danis, erano servite a conoscere e mettere in pratica "le tecniche di creatività" e quelle di «persuasione e seduzione» dalla pubblicità, e l'aspetto interessante a suo avviso, era stato che l'aver conosciuto quelle tecniche dall'interno «gli avevano reso molto più facile decostruirle e smascherarle».

Aveva imparato molto anche dal periodo storico in cui era vissuto, ovvero nel "tardo franchismo", che lo aveva segnato e condizionato. Infatti in quella generazione aveva vissuto «circostanze storiche particolari in relazione alla libertà». Quel condizionamento gli aveva permesso «di creare «uno spazio di riflessione critica, con un'opera» che gli aveva permesso di ribaltare «tutto ciò che avevo vissuto in quel periodo e di utilizzarlo come pedagogia per il pubblico a venire».

Oggi esistono ancora delle "trappole" che meritano di essere identificate come per esempio «tutta la «valanga di fake» su internet e quindi la necessità di chiarire cosa è vero o no e per far questo «abbiamo bisogno di uno spirito di sospetto, di diffidenza, evitando la credulità e la fiducia cieca».
Inoltre le immagini sono diventate pericolose ed è «necessario un atteggiamento di resistenza da parte di intellettuali e artisti». 
L'intervistatore Albert Forms dopo la suddetta dichiarazione di Fontcuberta, osservò:

«Proprio le sue opere più note ci fanno diffidare dalla fotografia, ci costringono a mettere in discussione ciò che i nostri occhi vedono. Penso a Harbarium o Fauna, dove ha ritratto una serie di piante e animali inventati. O dalla sua bufala più recente, l'invenzione del fotografo Ximo Berenguer.» 

Fontcuberta rispose: «La fotografia è nata nel XIX secolo come strumento di verifica della realtà: ciò che veniva fotografato era reale. Oggi questa funzione di autenticazione della realtà spetta a Google, e secondo il risultato che troviamo a secondo del numero di risposte e di quanto sono convincenti, arriviamo a crederci o meno. Ma allo stesso modo in cui una fotografia può essere manipolata, anche Google può essere manipolato. Qual è il primo passo di un falsario oggi? Inserire dati su internet, in modo che quando cerchiamo qualcosa troviamo un numero plausibile di risultati che ci tranquillizzano. Ecco perché bisogna mantenere questo atteggiamento di scetticismo».

## Considerazioni di Fontcuberta fra due tipi di fotografia: la "fotografia fotorealistica" e la "fotografia predittiva"
Ad avviso di Fontcuberta «i progressi più importanti della fotografia vanno in due direzioni»:
- Il risultato fotorealistico con fotografie sempre più persuasive, ad esempio, «eliminando i fastidiosi artefatti che inevitabilmente si presentano»
- Il risultato che Fontcuberta definisce "fotografia predittiva". Un risultato questo «in cui i dispositivi di scrittura "indovinano" ciò che vogliamo dire e completano le parole e talvolta le frasi, la fotografia predittiva sarebbe la capacità di estendere la fotografia al di fuori dei suoi margini grafici, proprio come faceva suggestivamente la fotocamera Esper con le foto dei replicanti nel film Blade Runner. Per esempio, abbiamo una foto data e possiamo chiedere all'algoritmo di estenderla su uno dei suoi lati aggiungendo informazioni visive in una continuità assolutamente coerente».[8]

## Stile fotografico

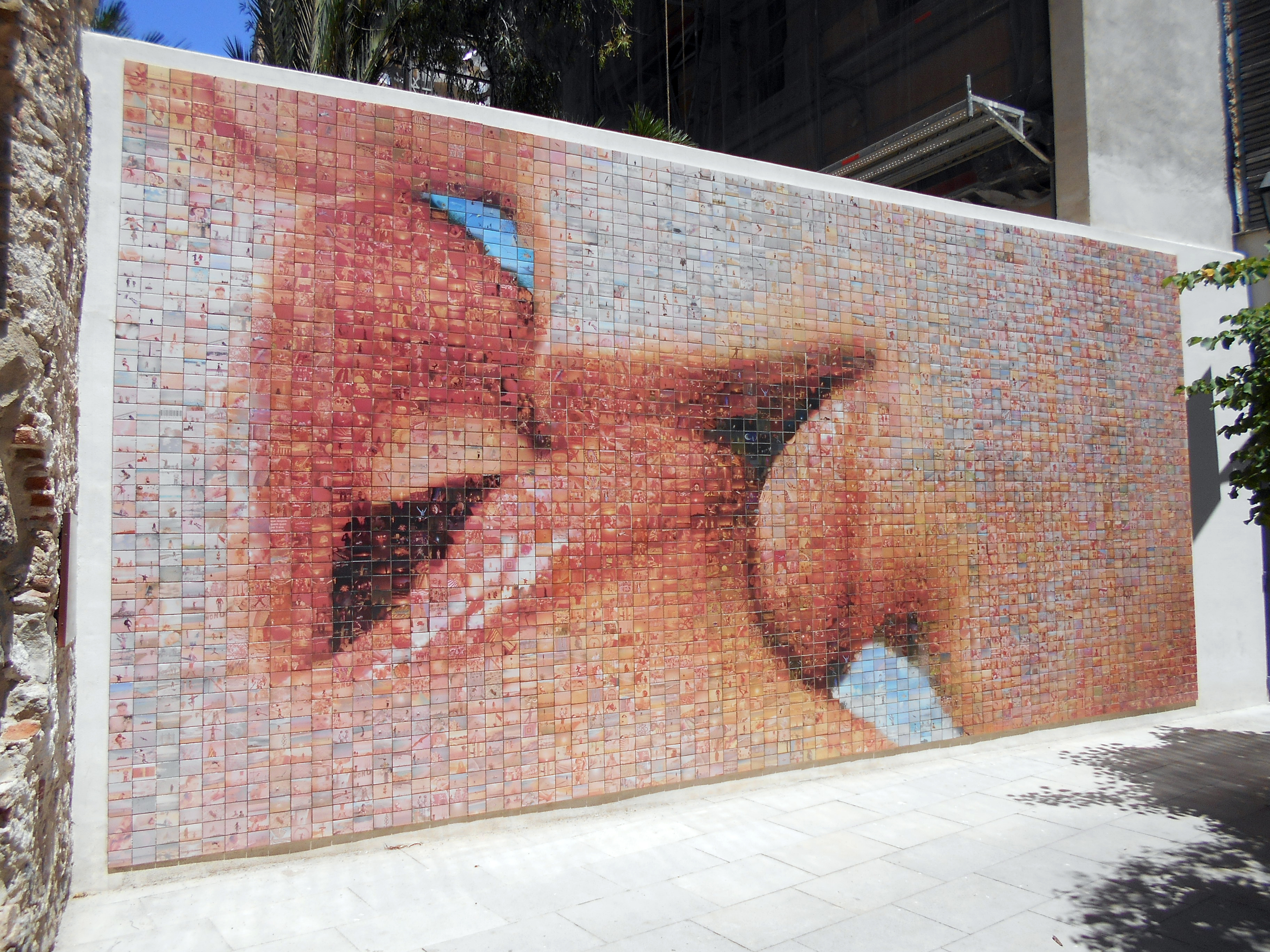
Joan Fontcuberta, Il mondo nasce in ogni bacio, fotomosaico, 2014, con la collaborazione del ceramista Antoni Cumella. Barcellona, Plaça d’Isidre Nonell

Fontcuberta attraverso la fotografia riesce a dare una percezione distorta eppure plausibile della realtà, allo scopo di instillare il dubbio sulla veridicità della rappresentazione e della comunicazione, il sospetto che il confine fra realtà e illusione sia spesso così sottile da non poter essere colto.
(Joan Fontcuberta, da Intervista a Joan Fontcuberta, di Fotografia Europea, febbraio 2015)

## Mostre (selezione)
- 2025, Bergamo, Celestials stories, galleria Cartacea, dal 10 maggio al 5 luglio, prorogata fino al 26 luglio.
- 2024, Venezia, Cultura di polvere, Museo Fortuny, dal 24 gennaio al 10 marzo 2024 prorogata fino al 25 marzo[11]
- 2023-2024, Pavia, Fauna di Joan Fontcuberta, Museo Kosmos, dall'8 ottobre 2023 al 7 gennaio 2024[12]
- 2023, Roma, Cultura di polvere, Istituto centrale per il catalogo e la documentazione (ICCD), dal 4 maggio al 29 settembre 2023[13][14]
- 2022, Barcellona, Resonancias (Colecciones Fundación MAPFRE), Espai2 del Centro de Fotografía KBr de Barcelona, dal 26 maggio al 4 settembre 2022
- 2016, Pamplona, "Camouflages", Museo Universidad de Navarra, dal 13 aprile all'11 settembre 2016[15]
- 1988, New York, Projects 12 di Joan Fontcuberta e Pere Formiguera, MoMA, dal 18 giugno al 9 agosto 1988[16]

## Onorificenze e premi
- Premiato dalla Fotografisches Akademie GDL in Germania nel 1988
- Chevalier de l'Ordre des Arts et des Lettres dal Ministero della Cultura in Francia nel 1994
- Premio Nazionale di Fotografia in Spagna nel 1998
- Premio Nacionale di Saggistica nel 2011
- The Hasselblad Foundation International Award in Photography nel 2013, è stato «L'unico spagnolo a ricevere il massimo riconoscimento nella disciplina fotografica» fino a ottobre 2023[8]
- Laurea honoris causa presso l'Università di Parigi 8 (Vincennes-Saint-Denis), il 30 marzo 2022 [17].

## Opere

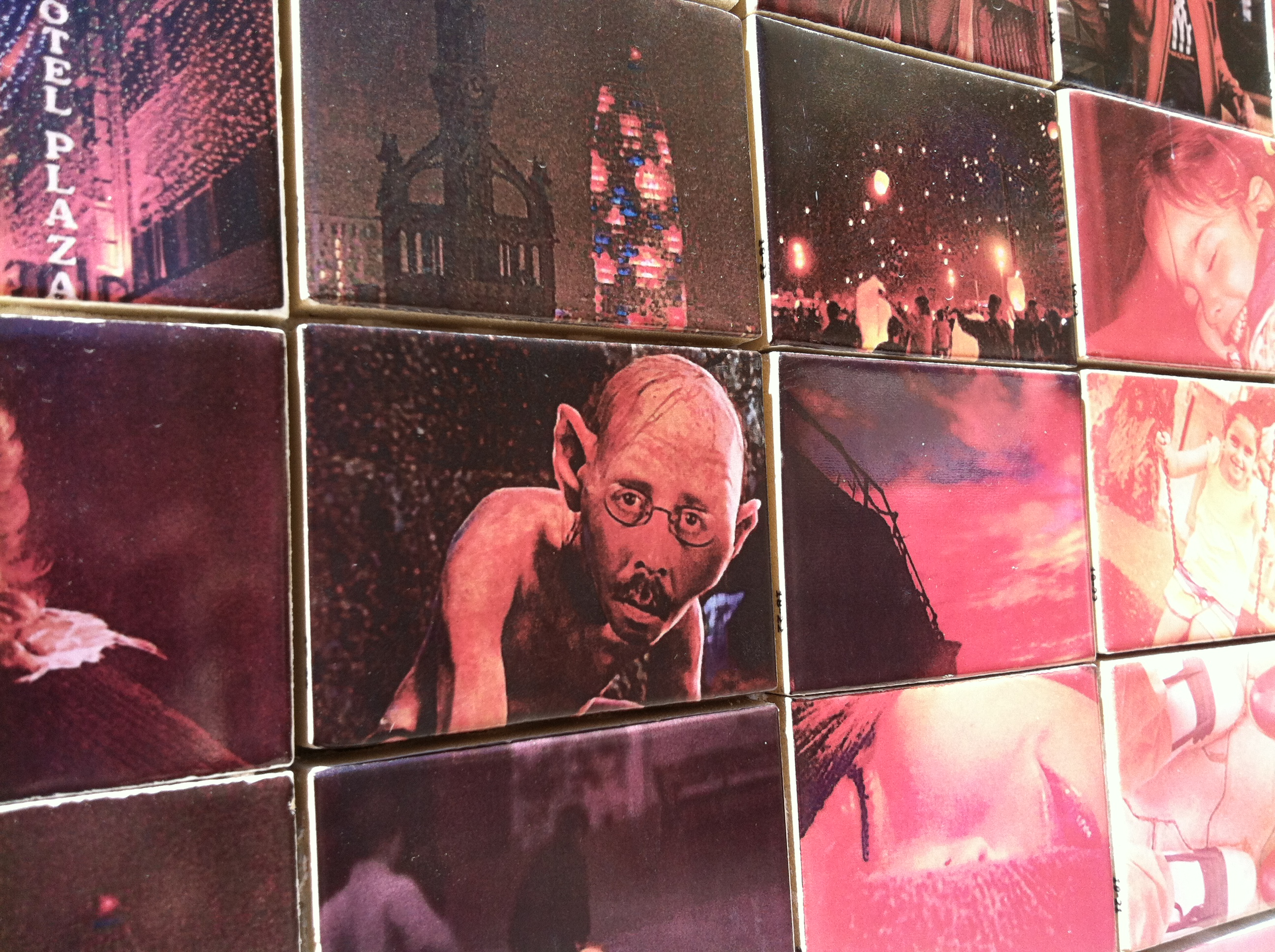
Joan Fontcuberta, Il mondo nasce in ogni bacio, dettaglio da cui sono visibili alcune immagini che formano l'opera. Esse si distinguono da vicino, mentre con un certo distacco i loro toni determinano tutt'altra apparenza.

- (ES)   Desbordar el espejo - La fotografia, de la alquimia al algoritmo, Barcellona, Galaxia Gutemberg, 2024, ISBN 978-84-1907-566-6.
- Joan Fontcuberta con Pere Formiguera, Fauna, Milano, Mimesis edizioni, 2024, ISBN 979-12-2230-306-2.
- Contro Barthes. Saggio visivo sull'indice, Milano, Mimesis edizioni, 2023, ISBN 978-88-5759-729-4.
- (ES)   Ca-a-éte? Contra Barthes, Madrid, Joaquín Gallego Editor, 2022, ISBN 978-84-1225-736-6.
- Joan Fontcuberta con presentazione di Michele Smargiassi, Il bacio di Giuda. Fotografia e verità, Milano, Mimesis edizioni, 2022, ISBN 978-88-5758-447-8.. Edizione anche in inglese, francese e portoghese
- (FR)   Manifeste pour une post-photographie, Arles, Parigi, Actes Sud Editions, 2022, ISBN 978-23-3016-686-1.
- (EN)   Roberto Huarcaya, Barcellona, Rm Verlag, 2022, ISBN 978-84-1797-585-2.
- (CA)   Resonancias, Fundacion Mapfre, 2022, ISBN 978-84-9844-809-2.
- (EN)   Kintsugi, Barcellona, Rm Verlag, 2021, ISBN 978-84-1797-547-0.
- (EN)  (FR)   Joan Fontcuberta con Mona Hakim, Chuck Samuels: Becoming Photography, Bielefeld, Kerber Verlag, 2021, ISBN 978-37-3560-731-7.
- (EN)   Joan Fontcuberta e Pilar Rosado, Prosopagnosia, Barcellona, Rm Verlag, 2020, ISBN 978-84-1797-521-0.
- (EN)   Poems of the Alchemist - Poemas del Alquimista, Madrid, La Fabrica, 2018, ISBN 978-84-1704-847-1.
- La furia delle immagini. Note sulla postfotografia, Torino, Giulio Einaudi Editore, 2018, ISBN 978-88-0623-700-4.
- (EN)   Joan Fontcuberta con Sema D'acosta, Joan Fontcuberta (edizione illustrata), Madrid, La Fabrica, 2017, ISBN 978-84-1624-898-8.
- (ES)   Ad Litteram, Siviglia, Universidad Internacional de Andalucía, 2016, ISBN 978-84-7993-294-7.
- (ES)   Miradas de Asturias : trauma = die traumadeutung, Madrid, Fundación María Cristina Masaveu Peterson, 2016, ISBN 978-84-6085-513-2.
- Paralipomena, edizione bilingue: italiano e inglese, Milano, Silvana Editoriale, 2016, ISBN 978-88-3663-441-5.
- (FR)   Joan Fontcuberta con Derrick de Kerckhove, Le Mois de la Photo à Montréal: La condition post-photographique, Bielefeld, Kerber Verlag, 2015, ISBN 978-37-3560-128-5.
- (ES) (EN)   La Cámara de Pandora: La Fotografí@ después de la Fotografía, Barcellona, Gustavo Gili (GG Editorial), 2015, ISBN 978-84-2522-833-9.
- (EN)   Gastropoda, Madrid, La Fabrica, 2015, ISBN 978-84-1569-191-4.
- (FR)   Monumentalbum : Et autres expériences hors les murs du musée Nicéphore Niépce, Marsiglia, Le Bec En L'air, 2014, ISBN 978-23-6744-046-0.
- (FR)   Camouflages (edizione illustrata), Roma, Contrasto, 2014, ISBN 978-88-6965-520-3.
- (ES) (CA) (PT)   Securitas, Madrid, Fundacion Telefonica and VEGAP, 2013, ISBN 978-84-2521-896-5.
- La (foto)camera di Pandora. La fotografi@ dopo la fotografia, Roma, Contrasto, 2012, ISBN 978-88-6965-359-9.
- (EN)   Joan Fontcuberta e Vik Muniz, Vik Muniz habla con Joan Fontcuberta, Madrid, La Fabrica, 2010, ISBN 978-84-9249-805-5.
- (ES)   El libro de las maravillas, Barcellona, Editorial Actar, 2010, ISBN 978-84-9695-481-6.
- Joan Fontcuberta (edizione illustrata), Roma, Contrasto due, 2010, ISBN 978-88-6965-221-9.
- (ES)   Habla Con Cristina Zelich, Madrid, La Fabrica, 2010, ISBN 978-84-9547-124-6.
- (EN)   Joan Fontcuberta con Hubertus Von Ameluxen e Daniel Girardin, Photography: Crisis of History, Basilea, Actarbirkhauser, 2008, ISBN 978-84-9527-350-5.
- (CA)  (EN)   Deconstructing Osama: the truth about the case of Manbaa Mokfhi, Barcellona, Actar, 2007, ISBN 978-84-9654-090-3.
- (FR)   Perfida Imago, Mazères, Les éditions Le Temps qu'il fait, 2006, ISBN 978-28-6853-467-5.
- (EN)   Landscapes Without Memory, New York, Aperture Books and Limited-Edition Prints and Portfolios, 2005, ISBN 978-19-3178-879-3.
- (EN)   Joan Fontcuberta con Shomei Tomatsu, Laszlo Moholy-Nagy, Boris Mikhailov, Lewis Baltz, Five experimental photographers: Joan Fontcuberta-Shomeo Tomatsu-Moholy-Nagy László-Boris Mikhailov-Lewis Baltz, London and New York City, Phaidon Press, 2005, ISBN 978-07-1485-369-7.
- (EN)   Joan Fontcuberta: Karekia, Milagros and Co., Madrid, Fundacion Telefonica and VEGAP, 2002, ISBN 978-84-8988-436-6.
- Scherzi della natura, Roma, Contrasto, 2001, ISBN 978-88-8698-231-3.
- (ES)   Joan Fontcuberta: El artista y la fotografía, Barcellona, Editorial Actar, 2000, ISBN 978-84-9527-324-6.
- (FR)   Volte-face, les sirènes de Digne, Marsiglia, Images en Manoeuvres Editions, 2000, ISBN 978-29-0844-544-2.
- (EN)   Twilight Zones by Joan Fontcuberta, Barcellona, Actar Publishers, 1999, ISBN 84-9527-315-2.
- (ES)   Historia artificial - El cor i les tenebres, Valencia, Ivam Centre Julio Gonzales, 1992, ISBN 844-82-0023-3.
- (ES)   Fotografía: conceptos y procedimientos, Barcellona, Editorial Gustavo Gili, 1990, ISBN 978-84-2521-408-0.
- (ES)   Contemporary Spanish Photography, Albuquerque, University of New Mexico Press, 1987, ISBN 978-08-2630-982-2.